# Народный Совет Луганской Народной Республики
Народный Совет Луганской Народной Республики является постоянно действующим представительным и единственным законодательным органом государственной власти Луганской Народной Республики.

## История создания
Первые выборы депутатов Республиканского собрания ЛНР прошли 18 мая 2014 года на «народных сходах» 38 городов и районов Республики. Всего было избрано от 108 до 124 депутатов (по разным данным). В процессе государственного строительства состав Верховного Совета неоднократно изменялся, некоторые депутаты участвовали в боевых действиях или были арестованы украинскими властями, на их места дополнительно вводились новые депутаты (от Компартии, от профсоюзов). В принятом в сентябре законе о выборах Народного Совета численность депутатского корпуса была установлена в 50 депутатов. В Народный Совет созыва 2014 года были избраны: от движения «Мир Луганщине» — 37 человек, от «Луганского экономического союза» — 13 человек. Выборы второго созыва прошли 2 ноября по спискам трёх зарегистрированных общественных организаций.

## Порядок избрания
Народный Совет Луганской Народной Республики состоит из 50 депутатов.
Срок полномочий депутатов Народного Совета Луганской Народной Республики одного созыва составляет пять лет. Срок полномочий депутата начинается со дня его избрания и прекращается со дня начала работы Народного Совета Луганской Народной Республики нового созыва.
Депутаты Народного Совета Луганской Народной Республики избираются на основе всеобщего равного и прямого избирательного права при тайном голосовании. Порядок выборов депутатов Народного Совета Луганской Народной Республики устанавливается законом Луганской Народной Республики в соответствии с федеральным законом.
Депутатом Народного Совета Луганской Народной Республики может быть избран гражданин Российской Федерации, постоянно проживающий в Российской Федерации, не имеющий гражданства (подданства) иностранного государства либо вида на жительство или иного документа, подтверждающего право на постоянное проживание гражданина Российской Федерации на территории иностранного государства, обладающий в соответствии с федеральным законом, настоящей Конституцией и законом Луганской Народной Республики пассивным избирательным правом.

## Полномочия
К ведению Народного Совета Луганской Народной Республики относится:
1) принятие Конституции Луганской Народной Республики и поправок к ней;
2) принятие законов Луганской Народной Республики, внесение в них изменений;
3) законодательное регулирование по предметам ведения Луганской Народной Республики и предметам совместного ведения Российской Федерации и Луганской Народной Республики в пределах полномочий Луганской Народной Республики;
4) заслушивание ежегодного отчета Главы Луганской Народной Республики или Председателя Правительства Луганской Народной Республики о результатах деятельности Правительства Луганской Народной Республики, в том числе по вопросам, поставленным Народным Советом Луганской Народной Республики;
5) рассмотрение вопросов об изменении границ Луганской Народной Республики;
6) назначение референдума Луганской Народной Республики;
7) осуществление права законодательной инициативы в Федеральном Собрании Российской Федерации;
8) осуществление в качестве представительного органа Луганской Народной Республики контроля за соблюдением и исполнением законов Луганской Народной Республики, исполнением бюджета Луганской Народной Республики, бюджетов территориальных государственных внебюджетных фондов Луганской Народной Республики, соблюдением порядка управления и распоряжения собственностью Луганской Народной Республики;
9) проведение по вопросам своего ведения парламентских слушаний;
10) заслушивание информации о деятельности территориальных органов федеральных органов исполнительной власти и органов местного самоуправления, образованных на территории Луганской Народной Республики;
11) назначение на должность и освобождение от должности отдельных должностных лиц Луганской Народной Республики, если такой порядок предусмотрен Конституцией Российской Федерации, федеральными законами и настоящей Конституцией;
12) оформление согласия на назначение на должность отдельных должностных лиц Луганской Народной Республики, если дача такого согласия предусмотрена Конституцией Российской Федерации, федеральными законами и настоящей Конституцией;
13) назначение выборов в Народный Совет Луганской Народной Республики;
14) избрание Главы Луганской Народной Республики и назначение в соответствии с федеральным законом дня голосования депутатов по данному вопросу;
15) вопросы о недоверии (доверии) Главе Луганской Народной Республики, а также вопросы о недоверии (доверии) Председателю Правительства Луганской Народной Республики;
16) принятие решения о досрочном прекращении полномочий Главы Луганской Народной Республики в случаях, предусмотренных федеральным законом и настоящей Конституцией;
17) одобрение проекта договора о разграничении предметов ведения и полномочий между органами государственной власти Российской Федерации и органами государственной власти Луганской Народной Республики;
18) осуществление иных полномочий, установленных Конституцией Российской Федерации, федеральными законами, настоящей Конституцией и законами Луганской Народной Республики.

## Руководители
- Алексей Карякин с 18 мая 2014 года по 25 марта 2016 года.
- Владимир Дегтяренко с 1 апреля 2016 года по 21 декабря 2017 года.
- Денис Мирошниченко с 21 декабря 2017 года.

## Представители вСовете Федерации России
- Бас Ольга Евгеньевна — полномочия подтверждены с 20 декабря 2022 года